# Rodney McGee
Rodney McGee (Blacktown City, Sydney, 11 de març de 1974) va ser un ciclista australià, que s'especialitzà en la pista. Del seu palmarès destaca el Campionat del món de Persecució per equips de 1995.
És el germà gran de Bradley McGee.

## Palmarès en pista
- 1995
  -  Campió del món de Persecució per equips (amb Stuart O'Grady, Timothy O'Shannessey i Bradley McGee)